# Biosphärenreservat Flusslandschaft Elbe-Brandenburg

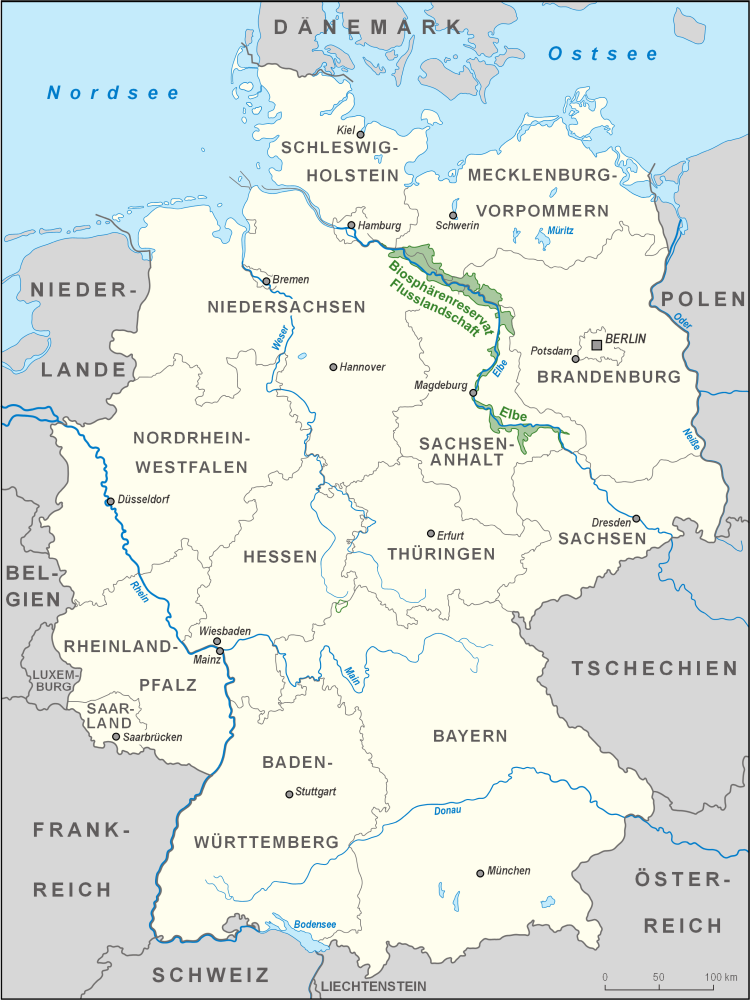
Lage des Biosphärenreservats Flusslandschaft Elbe

Logo des Biosphärenreservats

Das Biosphärenreservat Flusslandschaft Elbe-Brandenburg ist ein Biosphärenreservat im Bundesland Brandenburg und Teil des länderübergreifenden UNESCO-Biosphärenreservats Flusslandschaft Elbe.
Das Biosphärenreservat Flusslandschaft Elbe-Brandenburg befindet sich im Landkreis Prignitz. Es erstreckt sich über rund 70 Elbkilometer entlang des östlichen Ufers der Elbe zwischen Quitzöbel im Südosten und dem mecklenburgischen Dömitz im Nordwesten. Das Biosphärenreservat Flusslandschaft Elbe-Brandenburg ist 533,3 km² groß.
Das Biosphärenreservat Flusslandschaft Elbe-Brandenburg ist Teil eines weltweiten Netzes von 669 Biosphärenreservaten, die entsprechend den Zielen des UNESCO-Programms „Der Mensch und die Biosphäre“ (MAB) historisch gewachsene Kulturlandschaften beispielhaft schützen und nachhaltig entwickeln.

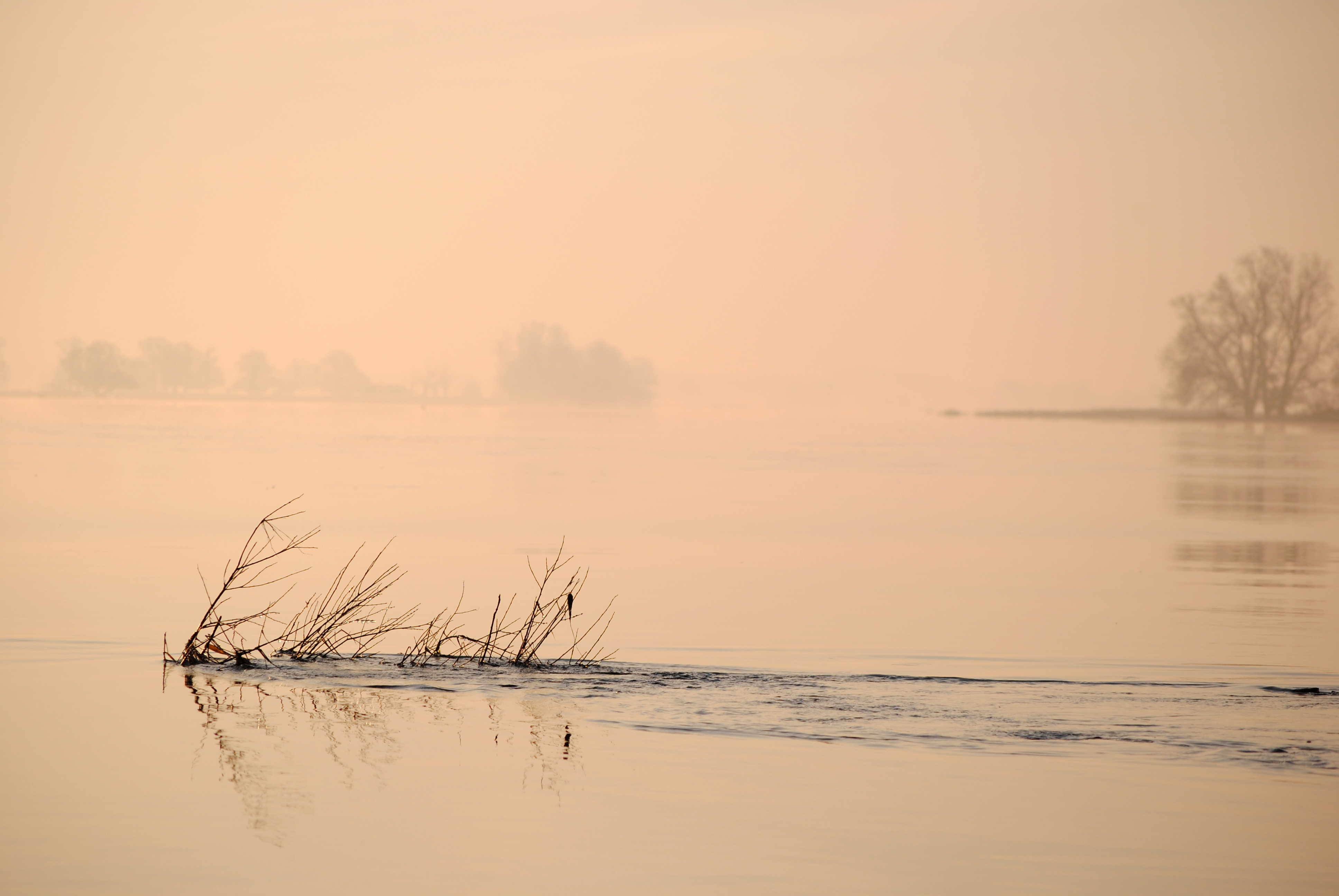
Vom Elbewasser umströmte Weide im Biosphärenreservat Flusslandschaft Elbe-Brandenburg

Heike Ellner ist die Leiterin des Biosphärenreservats Flusslandschaft Elbe-Brandenburg.

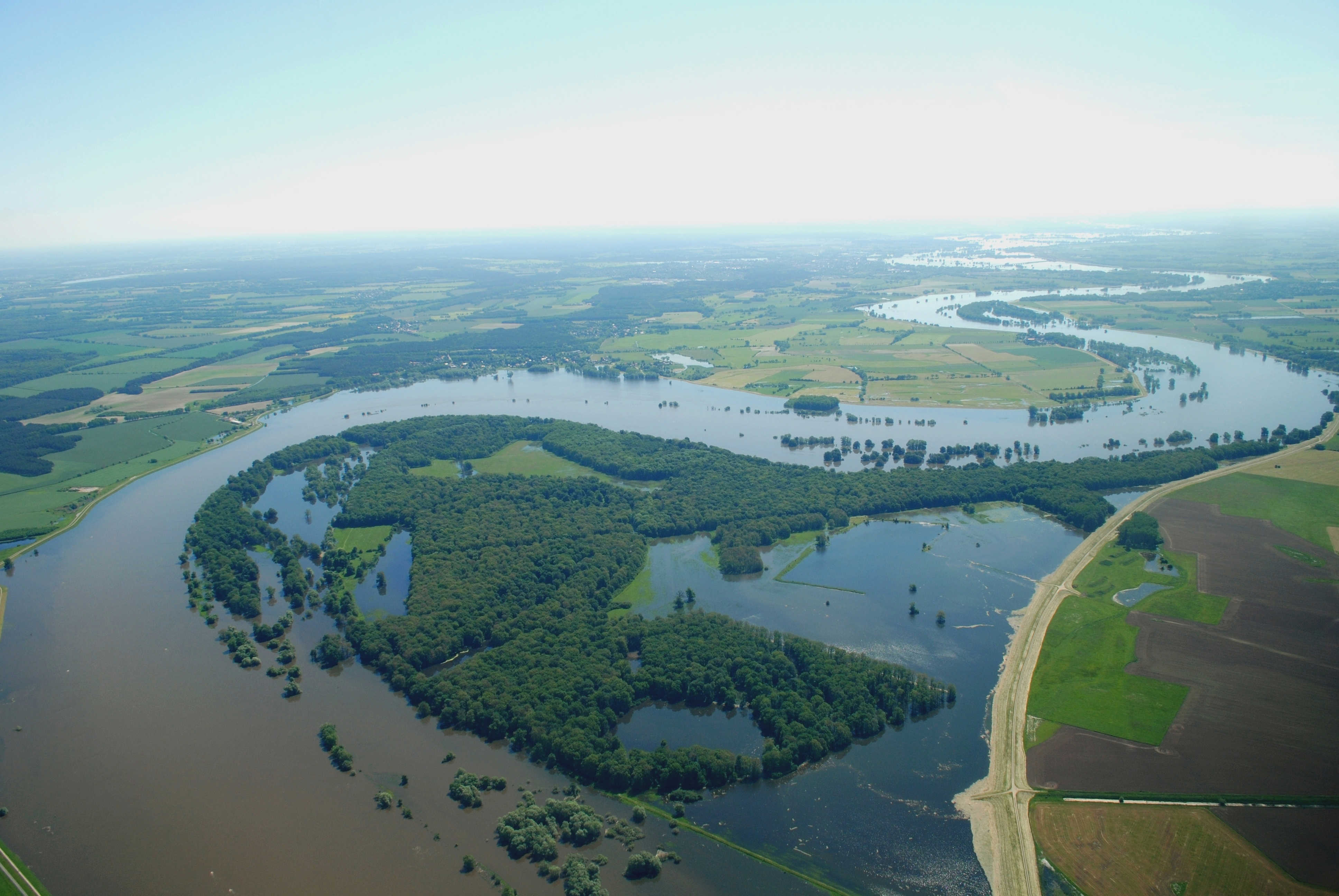
Die Elbe bei Hochwasser im Biosphärenreservat Flusslandschaft Elbe

## Entstehung des Biosphärenreservates

### Länderübergreifendes UNESCO-Biosphärenreservat Flusslandschaft Elbe
Das länderübergreifende UNESCO-Biosphärenreservat Flusslandschaft Elbe existiert seit 1997 durch die Anerkennung der UNESCO. Es erstreckt sich über rund 400 Stromkilometer auf einer Fläche von 282.250,1 ha mit Teilgebieten in den Bundesländern Sachsen-Anhalt, Brandenburg, Niedersachsen, Mecklenburg-Vorpommern und Schleswig-Holstein. Es ist das größte binnenländische UNESCO-Biosphärenreservat in Deutschland.

### Biosphärenreservat Flusslandschaft Elbe-Brandenburg
Das Teilgebiet des Biosphärenreservats Flusslandschaft Elbe-Brandenburg wurde 1999 durch die „Erklärung zum Biosphärenreservat 'Flusslandschaft Elbe – Brandenburg'“ nach Landesrecht rechtskräftig.
Das Biosphärenreservat Flusslandschaft Elbe-Brandenburg ist aus einem Naturpark hervorgegangen, der 1990 durch einen Beschluss des Schweriner Bezirkstag gegründet wurde und ab 1992 (Länderneubildung) Naturpark Brandenburgische Elbtalaue hieß.

## Natur und Landschaft
Die Elbe ist mit 1.094 Kilometern der drittgrößte Strom Deutschlands. Das länderübergreifende UNESCO-Biosphärenreservat Flusslandschaft Elbe repräsentiert die wesentlichen Teile der glazial geprägten Stromlandschaft der Elbe im Übergangsbereich zwischen subatlantischem und subkontinentalem Klimaeinfluss. Im Biosphärenreservat Flusslandschaft Elbe-Brandenburg verläuft die Grenze zwischen oberer und unterer Mittelelbe. Die Grenze liegt in Höhe der Ortschaft Gnevsdorf. Dort mündet die Havel, der zweitgrößte Nebenfluss der Elbe auf deutschem Gebiet, in die Elbe. Weitere Nebenflüsse der Elbe im Gebiet des Biosphärenreservates Flusslandschaft Elbe-Brandenburg sind die Kathane, die Löcknitz und die Stepnitz.
Bis zur Wiedervereinigung verlief ein Teilabschnitt der innerdeutschen Grenze entlang der Elbe. Die Sperrzone war ein Rückzugsgebiet für viele seltene Tier- und Pflanzenarten und die Auen blieben hier weitestgehend unzerstört. Heute zählt die Elbe zu den letzten wenig verbauten und relativ naturnahen Strömen Mitteleuropas. Der Siedlungsdruck des Menschen ist hier gering. Typische Fluss- und Auenstrukturen mit naturnahen Lebensräumen, eingebettet in eine abwechslungsreiche jahrhundertealte von Auengründland geprägte Kulturlandschaft mit gut erhaltenen Siedlungsstrukturen ergeben eine große Lebensraumvielfalt. Diese umfangreiche biologische Vielfalt auf vergleichsweise engem Raum ist kennzeichnend für die Elblandschaft. Die Elbtalniederung besteht aus einem Mosaik verschiedener Lebensräume, von nass bis sehr trocken. Dazu gehören der Elbestrom und seine Nebenflüsse, Altarme und -wasser, Auwälder, Bracks, Qualmwasser, Flutrinnen, Auengrünland und Binnendünen.

### Pflanzengesellschaften
Das Biosphärenreservat liegt in der Übergangszone zwischen der atlantischen und kontinentalen Klimazone. Durch die mikroklimatische Sonderstellung entlang des Stromes können sich manche Arten weiter in ansonsten schon weniger geeignetem Umfeld ausbreiten. Einige Arten mit Verbreitungsschwerpunkt im atlantisch geprägten Westen Deutschlands wie die Stechpalme, der Königs-Farn und die Glockenheide sind hier noch anzutreffen.
Die früher die Elbauen prägenden Auwälder sind durch menschliche Einflüsse großflächig verschwunden. Besonders Hartholzauwälder sind nur noch vereinzelt und kleinflächig zu finden. Auch Weichholzauwälder sind so selten geworden, dass die Europäische Union diesen Lebensraumtyp in der Fauna-Flora-Habitat-Richtlinie (FFH) als prioritär zu schützen eingestuft hat.
Der prägende Biotoptyp der heutigen Auenlandschaft ist das wechselfeuchte Auengrünland. Gut ausgebildete Stromtalwiesengesellschaften z. B. mit Brenndolde oder Silge finden sich aber nur noch auf wenigen Flächen mit Schwerpunkt in der unteren Karthaneniederung. Das wasserdurchlässige Sandbett der Elbe schafft eine Besonderheit am Fluss: Qualmwasser. Bei anhaltenden Hochwasserständen drückt sich Wasser unter den Deichen hindurch und füllt binnendeichs Mulden und Senken. Ein Lebensraum auf Zeit für spezialisierte Arten wie Rotbauchunken und Kiemenfußkrebse.
Jenseits der engeren Stromaue und den Niederungen der Nebenflüsse Löcknitz, Karthane und Stepenitz gibt es auf den Talsandterrassen, die teilweise von Binnendünen durchsetzt sind, ausgedehnte Wälder. Auf den trockenen Sandflächen dominieren zumeist Waldkiefern, während auf den besser wasserversorgten Stieleichen und weitere Laubbaumarten wachsen. In den Niederungen wechseln sich Eichen, Erlen, Eschen und eine Vielzahl weiterer Baumarten ab. Naturnahe Waldgesellschaften finden sich vor allem in der Jackel, in der Silge-Niederung, im Rambower Moor und auf wenigen Standorten im Elbdeichvor- und hinterland.
Eine Besonderheit des Elbtals sind Binnendünen. Die meisten sind heute in der Folge natürlicher Sukzession bewaldet. Offene, vegetationsarme Binnendünen sind daher sehr selten. Zu den imposantesten gehört die bis zu 40 Meter hohe Binnendüne von Klein Schmölen im mecklenburgischen Teil des Biosphärenreservates. Aber auch bei Quitzöbel und Hinzdorf sind die Bewohner dieses extremen Lebensraums, wie der in Deutschland seltene Ameisenlöwe, die Larve der Ameisenjungfer, heimisch.
Als wichtigste Moore sind das Rambower Moor und die Jackel zu nennen. Das Rambower Moor ist ein Moorkomplex aus Durchströmungs-, Verlandungs- und Quellmooren. 2014 wurde es von der Heinz Sielmann Stiftung zum schönsten Naturwunder Deutschlands gewählt. Die Jackel, ein Verlandungsmoor, liegt in der Kernzone des Biosphärenreservats und ist gekennzeichnet durch ausgedehnte Birken- und Erlenbruchwälder.
In der offenen Landschaft des Biosphärenreservates befinden sich zudem viele Baumgruppen und Solitärbäume. Diese prägen zum einen das Landschaftsbild und bieten durch ein Mosaik aus Kleinlebensräumen einer Vielzahl von Arten Lebensmöglichkeiten.
Eine besondere Bedeutung kommt den hier noch vorhandenen autochthonen Schwarzpappel-Beständen zu. Schwarzpappeln neigen sehr stark zur Bastardisierung mit anderen Pappelarten, sind daher sehr selten geworden und gehören zu den vom Aussterben bedrohten Baumarten in Deutschland.

### Fauna
Das Biosphärenreservat Flusslandschaft Elbe-Brandenburg trägt für den Schutz vieler seltener und bedrohter Tierarten eine große nationale und internationale Verantwortung. Viele dieser Arten haben hohe Lebensraumansprüche und benötigen zusammenhängende und vernetzte Lebensräume.
Wichtige Säugetierarten sind unter anderem Elbebiber und Fischotter. Beide gelten nach der Roten Liste Brandenburgs trotz Bestandserholung noch immer als gefährdet. Für beide Arten trägt Brandenburg eine nationale wie auch internationale Verantwortung. Im Biosphärenreservat gibt es eine hohe Artenvielfalt von Fledermausarten. Viele dieser Fledermausarten gelten nach der Roten Liste Brandenburgs als vom Aussterben bedroht oder stark gefährdet. Für einige der Arten, wie zum Beispiel die Mopsfledermaus, trägt Brandenburg eine nationale und internationale Verantwortung. Zudem gibt es in den letzten Jahren vermehrt Nachweise des Wolfes, ohne dass es bislang zu einer dauerhaften Ansiedlung im Gebiet gekommen ist.
Die Vogelfauna des Biosphärenreservates ist sehr vielfältig und artenreich. Von den bislang etwa 260 im Gebiet nachgewiesenen Vogelarten sind allein 160 Vogelarten als Brutvögel anzutreffen.
Deutschlandweit sind die Elbauen für den Weißstorch ein bedeutendes Dichtezentrum. Die Anzahl von Brutpaaren pro Hektar hat hier die höchste Dichte von ganz Deutschland. Insgesamt wurden im Jahr 2014 im gesamten Biosphärenreservat 116 Brutpaare erfasst. Auch die größte Weißstorch-Kolonie Deutschlands im Europäischen Storchendorf Rühstädt befindet sich im Biosphärenreservat. Der Ortolan weist im Gebiet und im angrenzenden Hinterland der Prignitz sehr hohe Bestandsdichten auf, wodurch dieser Population eine überregionale Bedeutung zukommt. Weitere Besonderheiten in der Brutvogelfauna sind der Schwarzstorch, verschiedene Wiesenbrüterarten, wie Kiebitz, Rotschenkel, Bekassine und Großer Brachvogel sowie zahlreiche Kleinvogelarten, wie die noch in großer Anzahl anzutreffenden Braunkehlchen, Wiesenschafstelze, Neuntöter und Heidelerche. Selbst Arten der Küste, wie Austernfischer und Brandgans haben sich entlang der Elbe ins norddeutsche Binnenland ausgebreitet und brüten in mehreren Paaren unmittelbar entlang der Elbe. Im Biosphärenreservat finden sich zudem mehrere brütende Großvogelarten, darunter Kranich, Seeadler, Fischadler, Wanderfalke und Rotmilan.
Viele weitere Vogelarten nutzen die vielfältigen Lebensräume des Biosphärenreservates als Rast- und Überwinterungsgebiet. Vor allem zu den Zugzeiten im Herbst und Frühjahr bevölkern große Schwärme von Kiebitzen sowie Gänsen (darunter Graugans, Tundrasaatgans, Blässgans und Weißwangengans) die Wiesen und Felder der Elbtalaue. In den Wintermonaten rasten teils tausende Singschwäne auf den elbnahen Feldern. Für die in Skandinavien brütenden Kornweihen und Raufußbussarde stellen die ausgedehnten Grünlandgebiet der Elbtalaue, insbesondere aber die Lenzer Wische, ein Deutschlandweit bedeutsames Überwinterungsgebiet dar. Vor allem bei Hochwässern der Elbe im Spätwinter und Frühjahr nutzen tausende Enten, darunter Pfeif-, Spieß-, Löffel-, Schnatter- und Krickenten, die flach überstauten Vorlandgebiete der Elbe zur Zwischenrast. Zur Rast im Herbst und Frühjahr versammeln sich alljährlich zwischen 4000 und 7000 Kraniche an verschiedenen Schlafplätzen im Biosphärenreservat, wodurch dem Gebiet für die Art eine internationale Bedeutung zukommt. Ganzjährig sind dagegen Seeadler, vor allem in Elbnähe, regelmäßig anzutreffen.
Amphibien haben in der Regel sehr komplexe Habitatansprüche, da sie verschiedene Teillebensräume besiedeln, zwischen denen z. T. größere Wanderungen stattfinden. Dies setzt eine Vernetzung dieser Biotope voraus. Im Biosphärenreservat leben 14 verschiedene Amphibienarten, von denen 10 Arten in der Roten Liste Brandenburgs und/oder Deutschlands als gefährdet oder höher eingestuft sind. Kammmolch, Kreuzkröte, Laubfrosch, Moorfrosch und Rotbauchunke sind einige dieser Arten.
Wertgebende Fischarten des Biosphärenreservates sind Bitterling, Karausche, Steinbeißer und Schlammpeitzger.
Auch die Wirbellosenfauna ist im Biosphärenreservat relativ artenreich vertreten. Von den insgesamt 118 sicher in Brandenburg nachgewiesenen Tagfaltern kommen 68 Arten rezent im Biosphärenreservat vor, darunter der Große Feuerfalter, der Madesüß-Perlmuttfalter, der Wegerich-Scheckenfalter, der Große und Kleine Schillerfalter sowie der Gold-Dickkopffalter.
Bei den Libellen wurden 49 Arten im Gebiet nachgewiesen. 26 dieser Arten sind in der Roten Liste Brandenburgs und/oder Deutschland als gefährdet oder höher eingestuft, fünf weitere sind in eine Vorwarnliste aufgenommen. Im Biosphärenreservat vorkommende Libellenarten sind zum Beispiel Asiatische Keiljungfer, Blauflügel-Prachtlibelle, Gebänderte Prachtlibelle, Gemeine Keiljungfer und Große Moosjungfer.

## Schutzgebiete innerhalb des Biosphärenreservates Flusslandschaft Elbe-Brandenburg

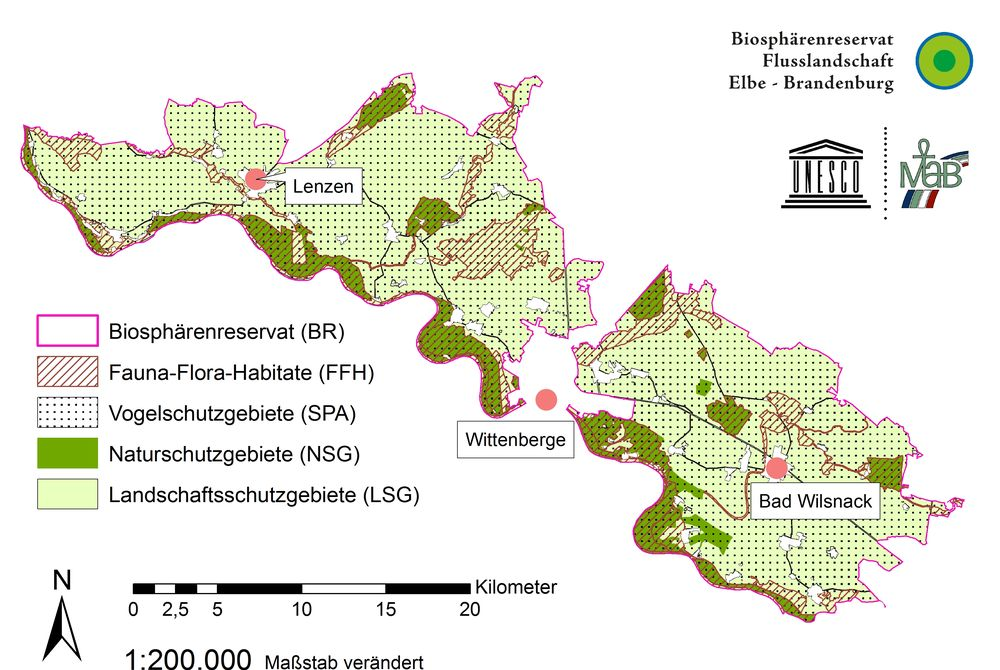
Schutzgebiete im Biosphärenreservat Flusslandschaft Elbe - Brandenburg.

Die Flächengröße der Schutzgebietskategorien innerhalb des Biosphärenreservats Flusslandschaft Elbe-Brandenburg teilt sich folgendermaßen auf:
- Naturschutzgebiete: 70,6 km² (entspricht 13,2 % Anteil an der Gesamtfläche des Biosphärenreservats Flusslandschaft Elbe-Brandenburg)[4][1]
- Landschaftsschutzgebiete: 533,3 km² (entspricht 100 % Anteil an der Gesamtfläche des Biosphärenreservats Flusslandschaft Elbe-Brandenburg)[4][1]
- FFH-Gebiete: 134,4 km² (entspricht 25,2 % Anteil an der Gesamtfläche des Biosphärenreservats Flusslandschaft Elbe-Brandenburg)[16]
- Europäische Vogelschutzgebiete (SPA, Special Protection Area): 532,2 km² (entspricht 99,8 % Anteil an der Gesamtfläche des Biosphärenreservats Flusslandschaft Elbe-Brandenburg)[17]

## Zonierung
Die Zonierung des Biosphärenreservats Flusslandschaft Elbe-Brandenburg gliedert sich entsprechend der UNESCO-Vorgaben in folgende Teilbereiche:

### Kernzone, Zone I
In der Kernzone eines Biosphärenreservates ist die menschliche Nutzung ausgeschlossen. Somit bleiben die Gebiete ihrer eigenen natürlichen Entwicklung überlassen, weshalb sie auch als Naturentwicklungszone bezeichnet werden. Die Kernzone muss groß genug sein, um die Dynamik ökosystemarer Prozesse zu ermöglichen. Sie sollte nach Vorgaben des deutschen MaB (Man and Biosphere) Komitees mindestens 3 % der Gesamtfläche eines Biosphärenreservates einnehmen. Ein Betreten ist nur bedingt zu Forschungs- oder Bildungszwecken mit Genehmigung erlaubt.
Das Biosphärenreservat hat bislang drei Kernzonenbereiche mit einer Gesamtfläche von 546,6 ha, das entspricht 1,02 % der Gesamtfläche.

### Pflegezone, Zone II
Die Pflegezone dient der Erhaltung und Pflege von Kulturlandschaften. Die Flächen sollen durch eine schonende Landnutzung bewirtschaftet werden. Zudem umgibt die Pflegezone die Kernzone, um sie vor Beeinträchtigungen und Schadstoffeinträgen zu schützen Nach den Vorgaben sollen die Pflege- und Kernzone zusammen mindestens 20 % der Gesamtfläche eines Biosphärenreservates betragen. Die Pflegezone umfasst Naturschutzgebiete und die Fauna-Flora-Habitat-Gebiete im Biosphärenreservat.

### Entwicklungszone, Zone III
Die Entwicklungszone umgibt die Pflegezone und ist die Zone der historisch gewachsenen Kulturlandschaft. Umweltverträgliche und nachhaltige Landnutzungen prägen das naturraumtypische Landschaftsbild und tragen zum Erhalt der Kulturlandschaft bei. Durch eine umweltverträgliche, ressourcenschonende Land- und Forstwirtschaft soll die Leistungsfähigkeit des Naturhaushaltes erhalten bzw. wiederhergestellt werden. Im Biosphärenreservat Flusslandschaft Elbe ist die gesamte Entwicklungszone als Landschaftsschutzgebiet ausgewiesen.

## Erholung und Tourismus
Der Artenreichtum im Biosphärenreservat und die insbesondere in Elbnähe strukturreiche Landschaft spielen für die Naherholung und den naturbezogenen Tourismus eine bedeutende Rolle. Sowohl das Naturschauspiel von zehntausenden rastenden nordischen Gänse und tausenden Kranichen als auch die große Anzahl an Weißstorchbrutpaaren ziehen die Menschen in ihren Bann.
Kulturtouristisch bedeutende Orte im Biosphärenreservat sind die historischen Städte Lenzen, Bad Wilsnack, Wittenberge und Perleberg mit ihren oft gut erhaltenen mittelalterlichen Stadtkernen. Die Plattenburg gehört zu den am besten erhaltenen Wasserburgen Norddeutschlands. Das Großsteingrab Mellen ist eine besonders gut erhaltene Megalithanlage der Trichterbecherkultur.

### Besucherzentren im Biosphärenreservat
Im Biosphärenreservats Flusslandschaft Elbe-Brandenburg gibt es zwei Besucherinformationszentren.

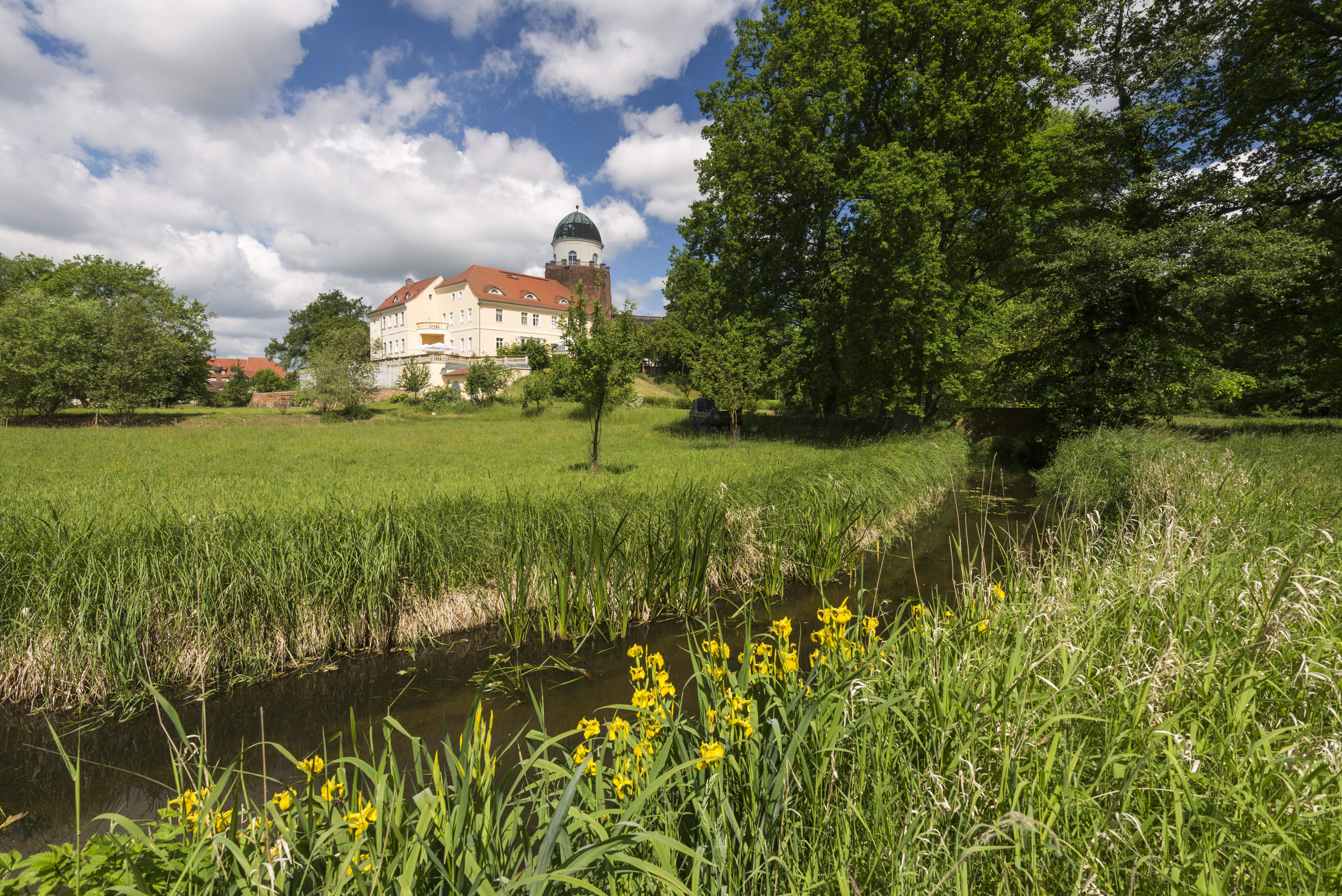
Burggarten des Besucherzentrums Burg Lenzen

#### BUND-Besucherzentrum Burg Lenzen

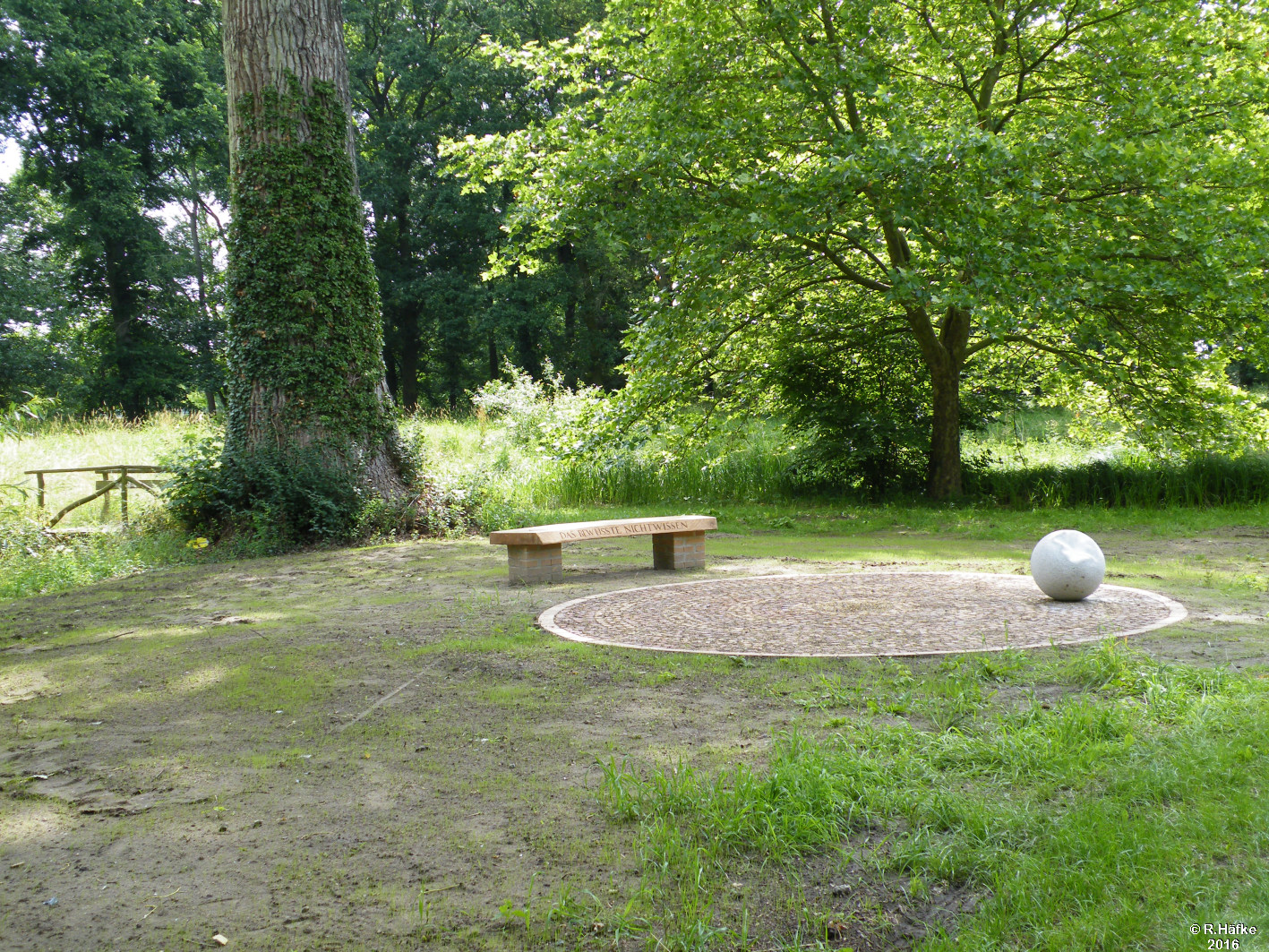
NaturPoesieGarten des Besucherzentrums Burg Lenzen

Seit 1993 gehört die Burg Lenzen dem Bund für Umwelt und Naturschutz Deutschland (BUND). Nach umfangreichen Sanierungsarbeiten beherbergt das historische Ensemble heute ein modernes Besucherzentrum mit Information und Shop sowie ein BioHotel mit angeschlossenem Tagungsbetrieb. Die Ausstellungen vermitteln neben der über 1000-jährigen Stadtgeschichte von Lenzen auch Wissenswertes über die Natur- und Kulturgeschichte der Flusslandschaft, Auenökologie und Hochwasserschutz in der Region. Der Ausstellungsbereich erstreckt sich über vier Etagen, bis hinauf in die Kuppel des mittelalterlichen Burgturms. Im Außenbereich der Burg lädt ein NaturPoesieGarten ein, über das Verhältnis von Mensch und Natur nachzudenken. Verschiedene Kunstwerke aus unterschiedlichen Epochen geben dazu Anlass.

#### Besucherzentrum Rühstädt
Die NABU-Weißstorchausstellung „Weltenbummler Adebar“ bietet vielfältige Informationen zur Natur im Biosphärenreservat und zum Europäischen Storchendorf Rühstädt. Interaktive Elemente der Ausstellung sowie eine Storchenhorst-Kamera ermöglichen Einblicke in den Lebensraum und das Paarungs- und Brutverhalten der Weißstörche.

### Fahrradtourismus
Das Biosphärenreservat Flusslandschaft Elbe-Brandenburg ist eine Radreiseregion mit besonders gut entwickelter Radwegeinfrastruktur. Der Elberadweg gilt seit mehr als 10 Jahren als Deutschlands beliebtester Fernradweg. Die Rad-Knotenpunktwegweisung erschließt rund 1000 km Radwege im Biosphärenreservat und in angrenzenden Regionen.

### Nachhaltige Tourismusentwicklung
Die nachhaltige Tourismusentwicklung gehört zu den Kernaufgaben eines UNESCO-Biosphärenreservates. Es gilt, positive Effekte für die regionale Wirtschaft sinnvoll zu nutzen und in Einklang zu bringen mit den Schutzzielen des Gebietes. Das Ziel ist, die Naturschätze der Elbauen für den Menschen erlebbar zu machen und diese gleichzeitig für zukünftige Generationen zu erhalten.
Die Verwaltung des Biosphärenreservats Flusslandschaft Elbe-Brandenburg arbeitet im Bereich der nachhaltigen Tourismusentwicklung mit regionalen Partnern, wie dem Tourismusverband Prignitz, touristischen Leistungsträgern und den Kommunen, eng zusammen. Dies ist die Grundlage für eine nachhaltige Realisierung von Naturtouristischen Projekten und deren Akzeptanz. Ein wichtiger Bestandteil der nachhaltigen Tourismusentwicklung ist die Zusammenarbeit mit regionalen und Überregionalen Medien. Das Ziel ist, das Biosphärenreservat Flusslandschaft Elbe-Brandenburg in den Metropolregionen Berlin und Hamburg bekannter zu machen und Gäste rund ums Jahr für einen Besuch in den Elbauen zu begeistern.

## Partnerinitiative
Im UNESCO-Biosphärenreservat Flusslandschaft Elbe gibt es ein bundesländerübergreifendes Netzwerk von Partnern, das ständig erweitert wird. Sie unterstreichen den Anspruch des weltweiten UNESCO-Programms „Man and Biosphere“ (Der Mensch und die Biosphäre) Biosphärenreservate als Modellregionen für nachhaltige Entwicklung zu etablieren. Gemeinsam mit interessierten Betrieben der Region wird ein wichtiges Ziel des Biosphärenreservats unterstützt: die Sicherung und Weiterentwicklung dauerhaft umweltgerechter Lebens- und Wirtschaftsweisen und die dafür erforderliche Infrastruktur einschließlich der sozialen und kulturellen Grundlagen. Solche Netzwerke gibt es auch in zahlreichen Nationalparks, Biosphärenreservaten und Naturparks in Deutschland.

## Kuratorium
Das Kuratorium für das Biosphärenreservat Flusslandschaft Elbe-Brandenburg wurde am 6. Oktober 2000 gegründet. Es setzt sich aus den repräsentativen Interessensvertretern von Kommunen, Verbänden und Vereinen zusammen. Sitzungen finden zwei- bis dreimal im Jahr statt. Hier werden den Mitgliedern wichtige Themen und Projekte des Biosphärenreservates vorgestellt und diskutiert. Das Kuratorium begleitet beratend die Arbeit der Verwaltung.

## Förderverein
Der Verein setzt sich aus etwa 40 Mitgliedern verschiedener Fach- und Interessensgebiete zusammen. Gemeinsam soll die Entwicklung des brandenburgischen Teils des Biosphärenreservates Flusslandschaft Elbe nach Kräften unterstützt und vorangetrieben werden. Vor allem in den Bereichen Naturschutz, Umweltbildung, Forschung und Kultur liegt das Engagement des Vereins. Einen Schwerpunkt der Vereinsarbeit bilden die aktuellen, durch Drittmittel geförderten Projekte, die zur nachhaltigen Entwicklung der Region beitragen und ihren Fokus auf eine ökologisch geprägte Landwirtschaft legen. Ein überaus erfolgreiches Projekt in jüngster Vereinsgeschichte ist das Wiesenbrüter-Projekt zum Schutze selten gewordener Wiesenvögel im Biosphärenreservat. Seit 2012 wurden gefährdete Nistplätze auf Grünland- und Ackerflächen ermittelt und durch Verträge über Bewirtschaftungsmaßnahmen mit den Landwirten vor Ort geschützt. Im Rahmen eines Streuobstprojektes setzt sich der Verein für den Erhalt artenreicher Obstwiesen, markanter Alleen und eindrucksvoller Einzelbäume in der Prignitz ein.

## Deichrückverlegung Lenzen
Im „Vierländereck“ zwischen Brandenburg und Mecklenburg-Vorpommern auf der rechten Elbseite sowie Sachsen-Anhalt und Niedersachsen auf der linken Elbseite, direkt vor den Toren der Stadt Lenzen liegt das Projektgebiet des deutschlandweit bedeutsamen Modellprojektes „Lenzener Elbtalaue“. Das Naturschutzgroßprojekt ist ein Förderprojekt im Rahmen des Förderprogrammes „chance.natur-Bundesförderung Naturschutz“ des Bundesministeriums für Umwelt, Naturschutz und Reaktorsicherheit. Im Zuge dieses Projektes wurden 420 Hektar Überschwemmungsfläche neu geschaffen. Dazu wurde ein 6 km langer, bis zu 1,3 km vom Fluss entfernter, neuer Deich errichtet. Der alte Deich wurde in sechs Abschnitten geöffnet. Die Aue kann sich hier seitdem wieder frei entwickeln. Um die Auwaldwiederbegründung zu befördern und die Entwicklung von Auwäldern zu initiieren, wurden Baumarten der Weich- und Hartholzaue in der Deichrückverlegung gepflanzt. Der Elbe wurde mehr Raum gegeben und das Gebiet weist mittlerweile eine Vielzahl von verschiedenen Auenlebensräumen auf: Wälder, Gebüsche, Auengewässer verschiedener Größe und Tiefe, offene Weideflächen und eine Vielzahl von Übergängen zwischen diesen. Dieses Mosaik aus den verschiedenen Lebensräumen trägt zu einer deutlichen Zunahme der biologischen Vielfalt bei. Die Deichrückverlegung Lenzen ist ein sehr gutes Beispiel für ein Projekt, welches die positiven Synergieeffekte eines Biosphärenreservates aufzeigt. Hier vereint sich Hochwasserschutz für den Menschen mit der Entwicklung von hochwertigen artenreichen Lebensräumen.
Touristen können den Wandel der Auenlandschaft auf dem Elberadweg zu Fuß oder per Fahrrad hautnah miterleben. Entlang des Weges befinden sich Informationstafeln, die die Besucher über das Naturschutzgroßprojekt der Deichrückverlegung und über weitere Besonderheiten des Ortes aufklären. Der Aussichtsturm des Haltepunktes Natur „Auenblick Rückdeichung Lenzen“ bietet beeindruckende Einblicke in die neu entstehende Auenwildnis.